# Cleveland Melvin
Cleveland Hubert Melvin III (ur. 25 czerwca 1991 w Baltimore) – amerykański koszykarz, występujący na pozycjach niskiego lub silnego skrzydłowego, obecnie zawodnik Polskiego Cukru Pszczółki Startu Lublin.
30 sierpnia 2018 został zawodnikiem MKS Dąbrowy Górniczej. 18 maja 2019 dołączył do Kinga Szczecin.
20 lipca 2021 zawarł umowę z węgierskim Atomeromu SE Parks. 4 grudnia 2021 podpisał kontrakt z Polskim Cukrem Pszczółką Start Lublin.

## Osiągnięcia
Stan na 20 lutego 2023, na podstawie, o ile nie zaznaczono inaczej.
NCAA
- Najlepszy pierwszoroczny zawodnik konferencji Big East (2011)[7]
- Zaliczony do:
  - I składu:
    - najlepszych pierwszorocznych zawodników Big East (2011)
    - turnieju:
      - Orlando Classic (2012)
      - Cancun Challenge Riviera Division (2013)

  - składu Big East Honorable Mention (2012)
- Lider konferencji Big East w liczbie oddanych rzutów za 2 punkty (419 – 2012)

Drużynowe
- Finalista Pucharu Polski (2022[8], 2023[9])

Indywidualne
- MVP kolejki EBL (23 – 2018/2019)[10]
- Zaliczony do I składu:
  - EBL (2019)[11]
  - kolejki EBL (20 – 2020/2021, 18, 26 – 2021/2022)[12][13][14]
- Uczestnik konkursu wsadów EBL w ramach pucharu Polski (2019[15], 2020 – II runda[16])